# Иохаведа
Иохаве́да (ивр. יוֹכֶבֶד‎, Иохе́вед — «Бог моя слава») — в Пятикнижии жена Амрама, мать Моисея, Аарона и Мариам (Исх. 6:20, Чис. 26:59).

## В Библии
Она была дочерью Левия, родившейся от него в Египте, и была тёткой своего мужа, следовательно, состояла в браке, который позже был запрещён законом Моисеевым (Лев. 18:6, 12): это был, очевидно, остаток патриархального обычая, отменённого законом.

### Рождение Моисея
Согласно Книге Исход (2:1—10) Иохаведа жила в Египте, где притесняли детей израилевых. По приказу фараона, опасавшегося их усиления, новорождённых мальчиков должны были бросить в Нил. Иохаведа скрывала своего младшего сына Моисея около трёх месяцев, пока это было возможно. Женщина сплела тростниковую корзинку, смазала её смолой и положила туда ребёнка. Мать пустила корзинку по волнам Нила, а её дочь Мириам следила за братом. По счастливой случайности купавшаяся в реке дочь фараона заметила корзинку с младенцем и решила воспитать его, как родного. Мириам предложила принцессе найти для мальчика кормилицу и привела в помощь свою мать.

## В популярной культуре
- 1998 — «Принц Египта».
- 2015/16 — в бразильской теленовелле «Десять заповедей» роль Иохаведы исполнили актрисы Самара Фелиппо и Денис дель Веччио.